# Fiat 50 HP
La FIAT 50 HP est un véhicule de tourisme fabriqué par le constructeur automobile italien FIAT de 1908 à 1910. Le physicien italien Guglielmo Marconi fut l'heureux propriétaire d'un exemplaire. Ce modèle sera remplacé par la FIAT Tipo 5, voiture appartenant au très haut de gamme.
La FIAT 50 HP était équipée d'un moteur FIAT à 4 cylindres en ligne de 7 430 cm3 de cylindrée développant une puissance de 50 ch à seulement 1 400 tr/min. Sa vitesse maximale était de 90 km/h. Elle disposait d'une boîte de vitesses à 4 rapports avec un embrayage multi-disques. Les freins de service agissaient sur la transmission, le frein de stationnement agissait quant à lui sur l'essieu arrière et le système d'allumage par magnéto.